# 2026 en science-fiction
| Années de la science-fiction : 2023 - 2024 - 2025 - 2026 - 2027 - 2028 - 2029    |
| Décennies de la science-fiction : 1990 - 2000 - 2010 - 2020 - 2030 - 2040 - 2050 |

L'année 2026 est marquée, en matière de science-fiction, par les événements suivants.

## Prix

### Prix British Science Fiction
- Roman :
- Fiction plus courte :
- Fiction courte :

### Prix Arthur-C.-Clarke
- Lauréat :

### Prix Sidewise
- Format long :
- Format court :

### Prix E. E. Smith Memorial
- Lauréat :

### Prix Theodore-Sturgeon
- Lauréat :

### Prix Lambda Literary
- Fiction spéculative :

### Prix Seiun
- Roman japonais :

### Grand prix de l'Imaginaire
- Roman francophone :
- Nouvelle francophone :

### Prix Kurd-Laßwitz
- Roman germanophone :